# Милтон (Онтарио)
Ми́лтон — город в Южном Онтарио, является частью Большого Торонто. Находится в 40 км от Торонто по Онтарио Хайвею 401. По результатам всеканадской переписи 2006 года население города составляло 53 939 человек, из них 41 430 человек считали родным языком английский, 945 человек — французский.
В период с 2001 по 2011 год Милтон был самым быстрорастущим городским муниципалитетом в Канаде, с ростом населения на 71,4 % с 2001 по 2006 год и ещё на 56,5 % с 2006 по 2011 год. В 2016 году, согласно переписи, численность населения составила 110 128 человек, с предполагаемым увеличением до 228 000 к 2031 году. Милтон остаётся самым быстрорастущим городом в Онтарио, и является шестым по темпам роста в Канаде.